# Ptychoglene ripena
Ptychoglene ripena är en fjärilsart som beskrevs av Druce 1906. Ptychoglene ripena ingår i släktet Ptychoglene och familjen björnspinnare. Inga underarter finns listade.